# Mistrovství Evropy v plaveckých sportech 1974
Mistrovství Evropy v plaveckých sportech za rok 1974 proběhlo ve Vídni, Rakousko ve dnech 18. až 25. srpna 1974.
Soutěže
- Plavání
- Skoky do vody
- Vodní pólo